# Plato cíclico

Animación de un plato cíclico. El eje giratorio y la placa se muestran en plateado. La placa fija se muestra en oro y seis ejes cada uno toma un movimiento alternativo de puntos en la placa de color oro. Los ejes pueden estar conectados a pistones en cilindros. Téngase en cuenta que la potencia puede provenir del eje para impulsar los pistones como en una bomba, o de los pistones para impulsar la rotación del eje como en un motor

El plato cíclico, también conocido como disco inclinado, fue inventado por Anthony Michell en 1917. Es un dispositivo de  ingeniería mecánica utilizado para traducir el movimiento de un eje giratorio en un movimiento alternativo, o viceversa. Los principios de funcionamiento son similares a los de las transmisiones dispuestas en los motores mediante el uso de un cigüeñal, un yugo escocés o un sistema de disco en nutación. Originalmente se inventó para sustituir al cigüeñal y es uno de los conceptos más populares utilizados en los motores sin este elemento mecánico.

## Construcción
Un plato cíclico consiste en un disco unido a un eje. Si el disco estuviera alineado perpendicularmente al eje, girar el eje simplemente haría girar el disco sin efecto de vaivén (o de "plato cíclico"). Pero, en cambio, el disco está montado en un ángulo oblicuo, lo que hace que su borde parezca describir una trayectoria que oscila en la longitud del eje como se observa desde un punto de vista fijo situado fuera del eje. Cuanto mayor es el ángulo del disco con el eje, más pronunciado es este movimiento lineal aparente, que se puede convertir en un movimiento lineal real por medio de un seguidor que no gira con el plato cíclico sino que presiona contra una de las dos superficies del disco cerca de su circunferencia. El dispositivo tiene muchas similitudes con una leva.

## Aplicaciones
El motor de plato cíclico utiliza este sistema en lugar de un cigüeñal para traducir el movimiento de un pistón en movimiento giratorio. Se han construido motores de combustión interna y motores Stirling utilizando este mecanismo. La compañía Duke Engines ha estado trabajando en un propulsor de este tipo desde 1993.
Una bomba de pistón axial impulsa una serie de pistones alineados en paralelo con un eje a través de un plato oscilante para bombear un fluido. Un ejemplo común de una aplicación de plato cíclico en una bomba de fluido es el compresor de un sistema de aire acondicionado de un automóvil actual. Al variar el ángulo del plato cíclico, la carrera de los pistones (y, por lo tanto, la capacidad de enfriamiento del compresor) se puede ajustar dinámicamente.
Un plato cíclico de un helicóptero es un par de placas, una giratoria y otra fija, que están centradas en el eje del rotor principal. La placa giratoria está vinculada a la cabeza del rotor y la placa fija está vinculada a los controles que maneja el piloto. El desplazamiento de la alineación de la placa fija se transfiere a la placa giratoria, donde se convierte en movimiento recíproco de los enlaces de las palas del rotor. Este tipo de control de paso diferencial, conocido como paso cíclico, permite que el rotor del helicóptero proporcione sustentación selectiva en cualquier dirección. El plato cíclico también puede transferir un aumento de paso estático combinado a todas las palas del rotor, lo que se conoce como paso colectivo.
Los medidores de flujo y las bombas que utilizan un movimiento de nutación presentan movimientos similares al bamboleo de un plato cíclico, pero no necesariamente lo transforman en un desplazamiento de vaivén.
Los radares AESA son placas planas que pueden escanear hasta sesenta grados en cualquier dirección directamente por delante. Al montar un radar AESA en un plato cíclico, el ángulo del plato cíclico se agrega al ángulo de escaneo electrónico. El ángulo típico del plato cíclico elegido para esta aplicación es de 40 grados, lo que permite al radar escanear un ángulo total de 200 grados sobre 360.